# Medeltidsmusik (nutida)
Medeltidsmusik, medeltida musik eller medeltidsinspirerad musik, är en bred musikgenre med influenser från folkmusik, medeltidens musik, rockmusik och pop.
Den moderna medeltidsmusiken har vuxit fram som bruksmusik på medeltidsmarknader, som till exempel  Medeltidsveckan i Visby. Repertoaren består vanligen av egna kompositioner, folkmusik från (främst) Sverige och Bretagne eller gehörstraderade versioner av renässans- och medeltidsmusik.
Vanliga instrument är blockflöjter, vevlira, säckpipa, slagverk, mandola, mandolin, gitarrluta, nyckelharpa och skalmeja.  